# Sobieszczany-Kolonia
Sobieszczany-Kolonia (prononciation : [sɔbjɛʂˈt͡ʂanɨ kɔˈlɔɲa]) est un village polonais de la gmina de Niedrzwica Duża dans le powiat de Lublin de la voïvodie de Lublin dans l'est de la Pologne.

## Histoire
De 1975 à 1998, le village est attaché administrativement à l'ancienne Voïvodie de Lublin.

Depuis 1999, il fait partie de la nouvelle voïvodie de Lublin.